# Holothrix burmanniana
Espèce
Statut CITES
Holothrix burmanniana est une espèce de plantes à fleurs monocotylédones de la famille des Orchidaceae et du genre Holothrix. Elle est longtemps connue sous le nom Bartholina burmanniana. Cette orchidée remarquable par son labelle en forme d’éventail aux longues franges filiformes est endémique du sud de l'Afrique du Sud où elle fleurit au printemps. Il s'agit de l'une des premières de sa famille à avoir été décrite par les botanistes européens et une des rares issues du continent africain à avoir été vues par Carl von Linné.

## Taxonomie

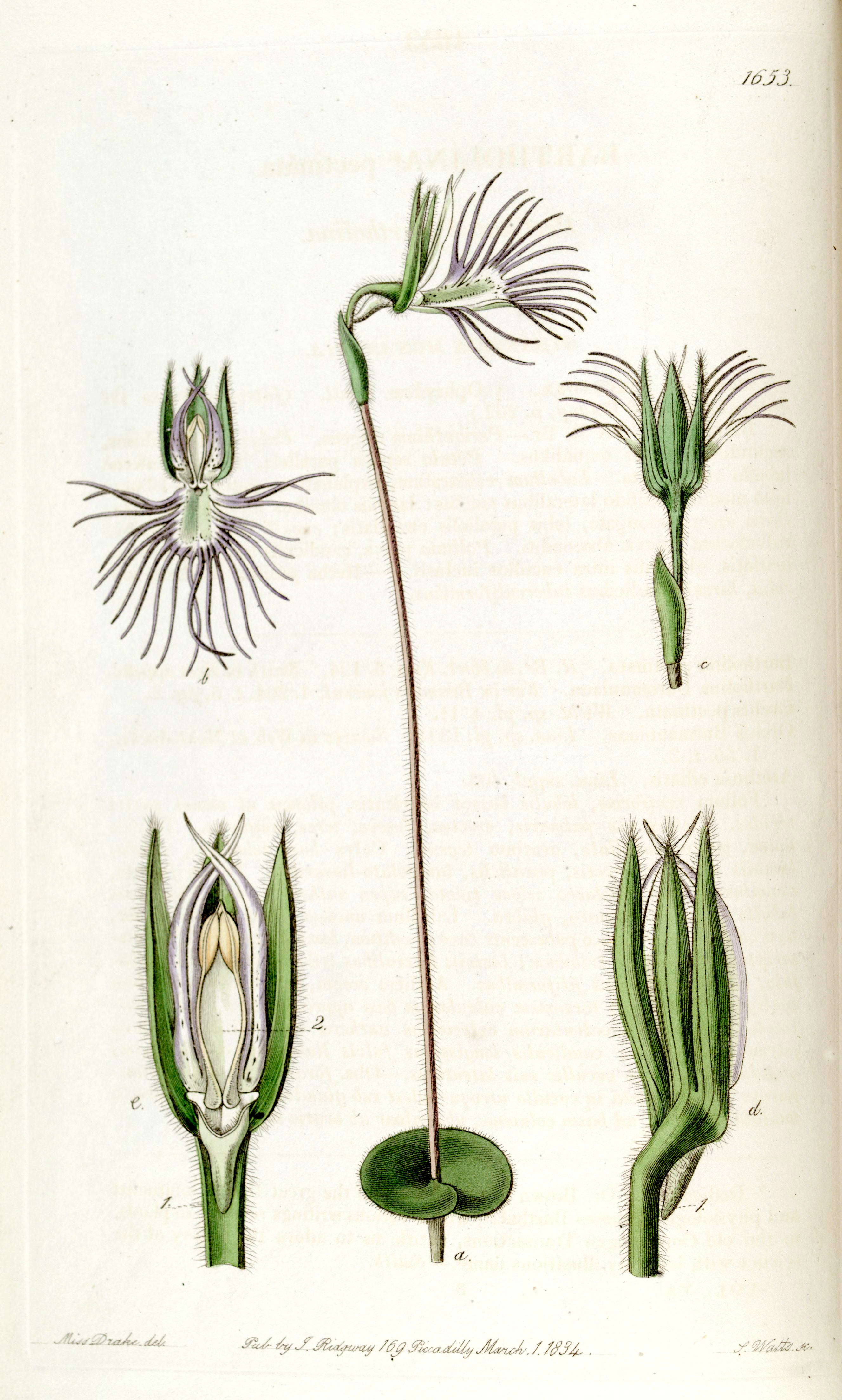
Illustration botanique de Holothrix burmanniana par la britannique Sarah Drake, 1835.

Cette espèce est l'une des premières orchidées africaines à être correctement décrite en Europe et l'une des rares à avoir été vue et nommée par le naturaliste suédois à l'origine de la botanique moderne Carl von Linné. Il la décrit en 1760 dans son Plantae Rariores Africanae à partir d'exemplaires issus d'une collection prêtés par le médecin et botaniste néerlandais Johannes Burman. Il la place dans le genre Orchis et lui donne l'épithète spécifique burmanniana en l'honneur de Burman. Cinquante ans plus tard, la même espèce est décrite, sous le nom Bartholina pectinata, dans le nouveau genre Bartholina, par Robert Brown, botaniste anglais qui était alors le bibliothécaire de l'aristocrate et botaniste britannique Joseph Banks. Le nom bartholina rappelle le Danois Thomas Bartholin, professeur de mathématiques et d'anatomie. Les deux espèces sont par la suite synonymisées. L'épithète de Linné qui est prioritaire par ancienneté. L'espèce est recombinée dans le genre Holothrix en 2021 sur la base d'études phylogénétiques.
Les premiers colons européens d'Afrique du Sud, qui avaient l'habitude d'associer les fleurs d'orchidées aux insectes et autres animaux, la désignaient sous le nom vernaculaire « orchidée araignée ».

### Synonymie
Holothrix burmanniana a pour synonymes :
- Arethusa ciliaris L.f., 1792
- Bartholina burmanniana (L.) Ker Gawl., 1818
- Bartholina lindleyana Rchb.f. ex Rolfe, 1912
- Bartholina pectinata R.Br., 1813
- Habenaria burmanniana (L.) R.Br., 1810
- Lathrisia pectinata Sw., 1829
- Orchis burmanniana L., 1760
- Orchis pectinata Thunb., 1794

## Description

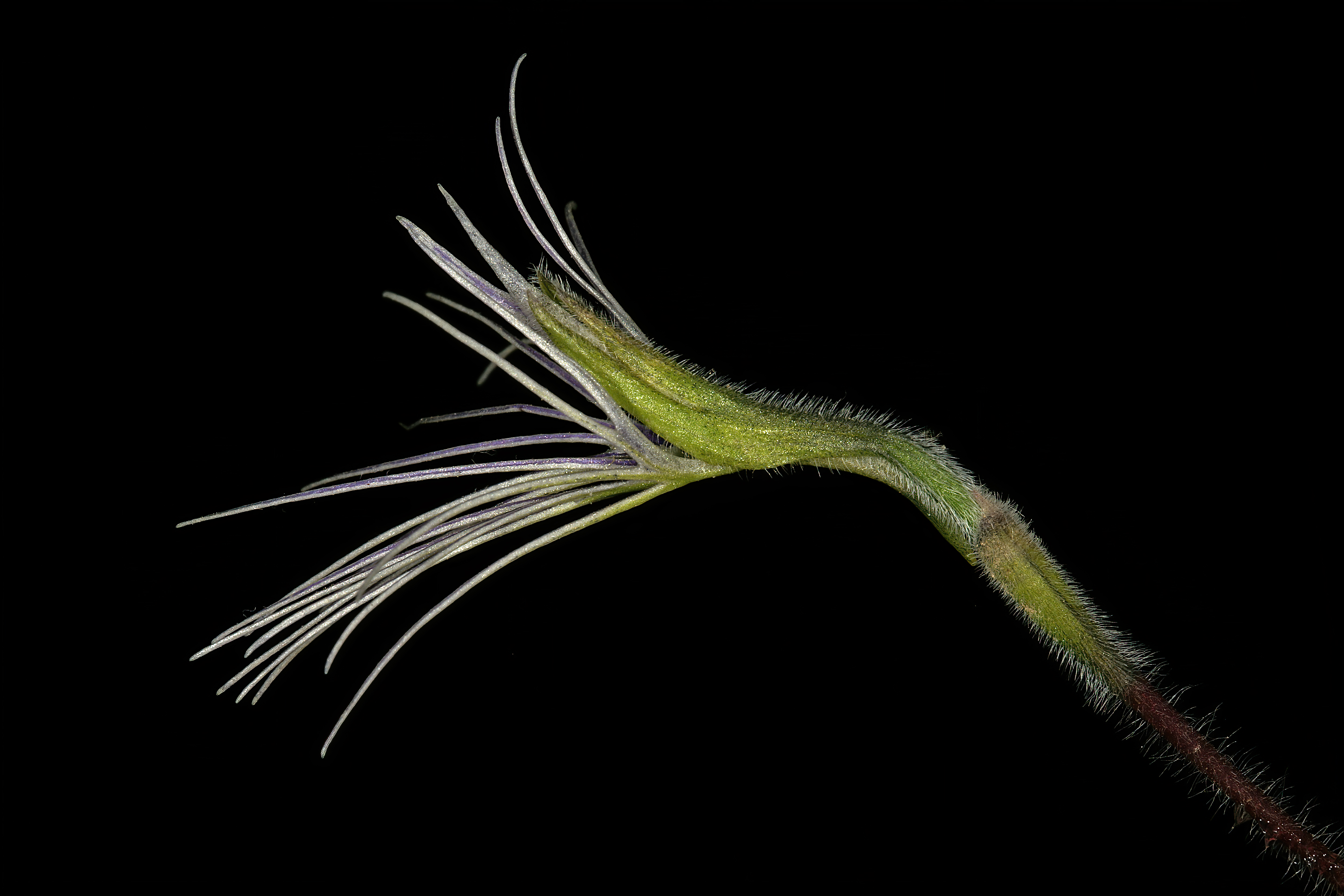
Holothrix burmanniana (Caledon, Cap occidental, Afrique du Sud).

Holothrix burmanniana est une plante terricole naine qui se développe chaque année à partir d'un petit tubercule sphérique. La hampe florale est fermement enserrée par une feuille solitaire entière presque orbiculaire et bombée, ce qui la surélève par rapport au sol. Le sommet de la hampe est surmonté d'une unique grande fleur densément recouverte de longs poils étalés. Les sépales vert clair se dressent en rang à l'arrière de la fleur ouverte comme les pétales violet pâle, parfois foncés, qui sont également dressés. Vus de face, ils s'insèrent parfaitement dans les interstices des sépales. Le labelle est en forme d'éventail orné de nombreux segments filiformes qui s'étendent sur un diamètre de 4 à 8 cm. Il constitue l'élément le plus visible de la fleur. La marge mauve pâle est délimitée de la zone centrale vert pâle par une bordure violette. À la base du labelle, un éperon verdâtre s'étend vers l'arrière sous l'ovaire résupiné.

## Espèce proche
Holothrix etheliae est une espèce proche décrite en 1884 par l'orchidologue du Cap, Harry Bolus. Les segments de son labelle sont élargis et globuleux à l'extrémité.

## Biologie et écologie

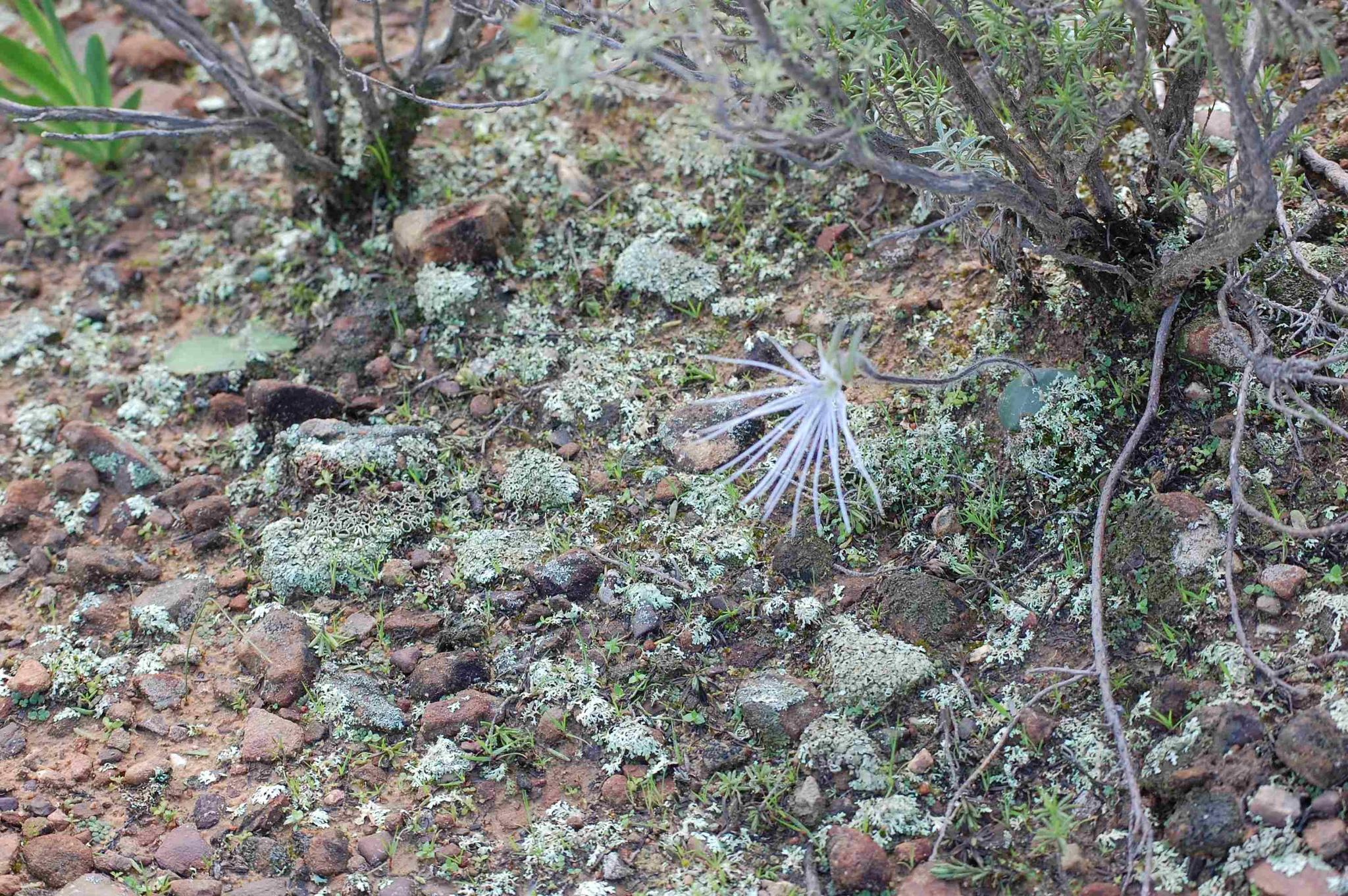
Bartholina burmanniana, District de Cape Winelands.

Holothrix burmanniana fleurit au printemps de la fin août à la mi-octobre, avec un pic en septembre. Elle se retrouve le plus souvent dans les sols argileux fertiles du renosterveld, une zone arbustive dominée par Dicerothamnus rhinoceritis sur les pentes pierreuses, parmi les buissons et dans les clairières. Elle peut également pousser au sein des sols gréseux acides et pauvres en nutriments du fynbos, une autre zone arbustive dominée par des landes composées d'Agathosma et d'Erica.
Holothrix burmanniana pousse rarement en grandes colonies, mais en petits groupes ou de manière isolée. Bien qu'elle ne soit pas dépendante du feu, la floraison massive de H. burmanniana est observée après que les feux de brousse estivaux aient éliminé la végétation épaisse, créant un environnement propice à l'attraction des pollinisateurs. À ce titre, Philoliche rostrate (famille des Tabanidae) serait un pollinisateur fréquent, voir exclusif. B. burmanniana est en association ectomycorhizienne avec un ou plusieurs champignons. Les tubercules étant remplacés chaque année, comme chez l'ensemble des espèces des genres Bartholina et Holothrix, l'association mycorhizienne doit se renouveler chaque année.

## Répartition
Holothrix burmanniana est endémique de la province du Cap en Afrique du Sud, principalement dans le sud, où elle est largement distribuée mais plutôt rare. Plus précisément, elle se retrouve de Clanwilliam dans le Cap occidental à Grahamstown dans le Cap-Oriental, à des altitudes allant du niveau de la mer à plus de 2 000 m dans le Swartberg, une chaîne de montagnes du Cap-occidental.
H. burmanniana est considérée comme de préoccupation mineure dans la liste rouge nationale

## Horticulture
En Europe, les premiers plants vivants ont été introduits dans les Jardins botaniques royaux de Kew, à partir des collections de Francis Masson, un jardinier écossais qui fut le premier collecteur à être envoyé à l'étranger. La plante fleurit généralement à la même période l'année qu'en Afrique du Sud.
Que les tubercules aient été récoltés à l'état sauvage ou pas, la floraison de la première année n'est pas difficile à obtenir, par contre, l'entretien de la plante les années suivantes est beaucoup plus délicat car la plante est en association avec un champignon. Par conséquent, la terre utilisée doit provenir du biotope de la plante. Il est recommandé d'incorporer à la terre du sable grossier, la plantation devant être sous abri et légèrement ouverte. Le régime d'arrosage doit imiter les conditions du Cap, avec un arrosage abondant tous les quinze jours, qui s'arrête complètement au printemps et en été.